# Shigeru Miyamoto
Shigeru Miyamoto (宮本 茂?, Miyamoto Shigeru; Kyoto, 16 novembre 1952) è un autore di videogiochi giapponese.
È considerato uno dei padri del videogioco e ne è spesso considerato il più grande ideatore al mondo. Le sue opere sono caratterizzate da raffinati meccanismi di controllo e mondi interattivi che incoraggiano il giocatore a scoprire le caratteristiche del gioco e del mondo virtuale in cui è immerso. Fra le opere più celebri da lui ideate e spesso supervisionate ci sono le serie Super Mario, Donkey Kong, The Legend of Zelda, Pikmin, Star Fox, F-Zero e molte altre per l'azienda giapponese Nintendo, di cui è uno dei principali direttori creativi.
Assunto negli anni 1970 a Nintendo (al tempo un'azienda produttrice di giocattoli) come artista, nel 1980 gli venne affidato il compito di realizzare uno dei loro primi coin-op (macchine da sala-giochi funzionante a gettoni): ne risultò il gioco Donkey Kong, pubblicato nel 1981, che ebbe un enorme successo, e uno dei suoi personaggi, Mario (al tempo chiamato "Jumpman"), divenne la mascotte dell'azienda. Miyamoto divenne rapidamente uno dei migliori produttori di videogiochi dell'azienda Nintendo e da allora ha realizzato per essa una lunga serie di titoli originali, molti dei quali rivestono un ruolo importante nei risultati finanziari e nell'immagine dell'azienda nel mondo. Attualmente è amministratore e direttore generale del Nintendo Entertainment Analysis and Development (EAD).
In contrasto con gli standard nell'industria videoludica, Miyamoto si dimostra riluttante nel riciclare e rimaneggiare titoli esistenti, e spesso si rifiuta di creare un seguito di un videogioco senza apportare significativi miglioramenti o evoluzioni che rinfreschino l'esperienza di gioco. Tutto ciò è espressione della filosofia Nintendo chiamata Nintendo Difference ("la differenza Nintendo"). Negli ultimi anni Miyamoto ha collaborato in molti dei videogiochi prodotti da Nintendo, o sue sussidiarie, e lasciando in particolare un segno del suo genio innovativo nella serie Pikmin. Attualmente Miyamoto è impegnato nello sviluppo di titoli per la console Nintendo Switch 2.

## Biografia
Shigeru Miyamoto è nato a Sonobe-chō, Kyōto, Giappone. Da ragazzo Miyamoto amava disegnare, dipingere ed esplorare il paesaggio attorno casa sua. Nel 1970 si iscrisse al Kanazawa Munici College of Industrial Arts and Crafts (collegio industriale di arti e mestieri) e si diplomò cinque anni dopo, benché egli rimarchi che i suoi studi si siano protratti più del dovuto perché seguiva le lezioni solamente per la metà del tempo. Nel 1977 Miyamoto armato del diploma in disegno industriale si incontrò con Hiroshi Yamauchi - un amico di suo padre, a capo della Nintendo giapponese. Yamauchi assunse Miyamoto come artista, e lo assegnò come apprendista al dipartimento di progettazione.
Nel 1979 aiutò Nintendo nello sviluppo di Radar Scope, un gioco arcade che nelle speranze dell'azienda avrebbe dovuto essere il primo di una lunga serie di successi. Se in Giappone il gioco andò bene, in America dove Nintendo lo esportò alla fine del 1980 si trasformò in un enorme flop. Per mantenersi a galla, Nintendo of America aveva disperatamente bisogno di un gioco di successo. Hiroshi Yamauchi assegnò a Miyamoto - la sola persona disponibile - il compito di creare il gioco che avrebbe affondato o portato agli altari l'azienda. Dopo essersi consultato con alcuni ingegneri della compagnia (Miyamoto aveva poca esperienza di programmazione), e aver composto da solo la musica con una piccola tastiera elettronica, creò Donkey Kong nel 1981.
Donkey Kong ebbe un enorme successo. Dei tre personaggi creati per questo gioco - Donkey Kong, Mario e Pauline - Mario è quello che ha avuto più successo, e fin dal suo debutto in Donkey Kong è apparso in più di 100 giochi suddivisi in oltre una dozzina di piattaforme di gioco. Miyamoto è spesso citato come produttore nei titoli di coda nei giochi di Mario: le poche eccezioni includono la serie Super Mario Land, nella quale egli non ebbe alcun ruolo attivo nello sviluppo; in alcuni titoli viene accreditato come Miyahon, pseudonimo derivato dalla lettura alternativa dei kanji che compongono il suo cognome. Altre invenzioni di Miyamoto sono i tasti L/R (tasti Left/Right posti sul retro dei gamepad) e il control stick analogico, che sono attualmente delle dotazioni standard dei gamepad.
Nel luglio del 2015, in seguito alla morte di Satoru Iwata, ha assunto con Genyo Takeda il ruolo di amministratore delegato ad interim di Nintendo, fino alla nomina di Tatsumi Kimishima, avvenuta nel settembre dello stesso anno.

## Impatto
Shigeru Miyamoto venne definito dalla rivista Time lo «Steven Spielberg dei videogiochi» e «il padre dei videogiochi moderni», mentre il Daily Telegraph lo definì il più importante game designer della storia e il responsabile della creazione dei più innovativi e celebri lavori in campo videoludico. GameTrailers lo dichiarò il più influente creatore di videogiochi di tutti i tempi. Miyamoto ha significativamente influenzato molti aspetti del medium videoludico, poiché molti suoi lavori hanno concepito nuovi modi di intendere un videogioco e di interagire con esso.
I videogiochi da lui creati hanno quasi sempre ricevuto plausi dalla critica, e spesso sono considerati tra i migliori videogiochi della storia, come The Legend of Zelda e The Legend of Zelda: Ocarina of Time o Super Mario Bros. e Super Mario 64. I giochi di Miyamoto hanno anche ottenuto uno straordinario successo di vendite, diventando alcuni tra i videogiochi più venduti della storia e motivo del successo di Nintendo stessa in questo campo. Nel 1999, i giochi da lui prodotti superarono le vendite di 250 milioni di unità. La rivista The New Yorker dichiarò che Miyamoto contribuì ad affermare il successo delle console per videogiochi, creando le serie che ne decretarono il successo sul mercato, definendolo inoltre il motivo del successo della Nintendo.

### Influenza nel campo videoludico
Il titolo più celebre e influente creato da Miyamoto è Super Mario Bros., al quale viene accreditato il merito di aver resuscitato l'industria dei videogiochi. Il Daily Telegraph definì Super Mario Bros. il videogioco che ha gettato le basi a tutti i videogiochi futuri. Il suo protagonista, l'idraulico Mario, venne definito dalla rivista The New Yorker il primo eroe popolare della storia dei videogiochi, il quale ha avuto un impatto e un'influenza tale da poter essere paragonato a Topolino. GameSpot definì la saga di The Legend of Zelda, altro brand di culto partorito dalla mente di Miyamoto, una delle 15 più influenti saghe di videogiochi della storia, per aver ufficialmente gettato le basi al concetto di open world e di esperienza di gioco non lineare nel mondo videoludico, introducendo in oltre la possibilità di salvare i propri progressi e aprendo la strada alle successive serie action-adventure e ruolistiche di successo, come Metroid o Final Fantasy.
Nel 2009, la rivista Game Informer definì The Legend of Zelda, primo titolo della serie, il più grande videogioco di sempre mettendolo al primo posto nella lista dei "200 migliori videogiochi della storia". Il videogioco Star Fox, pubblicato su Super Nintendo nel 1993, portò al successo il 3D nel mondo videoludico, proponendo una grafica inusuale per l'epoca, fatta di poligoni tridimensionali, e aprendo la strada a tutti i successivi giochi in tre dimensioni per console. Grazie al successo ottenuto dal gioco in questione, Star Fox divenne una saga e il suo personaggio principale, il volpino Fox McCloud, apparve in altri titoli Nintendo come la saga di Super Smash Bros..
Titoli come Super Mario 64 o The Legend of Zelda: Ocarina of Time hanno lasciato un profondo impatto nel campo delle avventure in tre dimensioni, proponendo per la prima volta, nel caso di Super Mario 64, un mondo in tre dimensioni completamente esplorabile con un sistema di controllo profondo (grazie alla levetta analogica) e innovativo unito a un sistema di controllo della telecamera molto dinamico e intuitivo, e, come nel caso di Ocarina of Time, rivoluzionando completamente il sistema di combattimento in un gioco di avventura in tre dimensioni grazie alla possibilità di bloccare la mira sul bersaglio da affrontare, e il modo di interagire del giocatore con il mondo di gioco e i personaggi non giocanti che lo popolano. Il Nintendo Wii, nella cui creazione Miyamoto fu coinvolto come principale game designer, fu la prima console della storia con un sistema di controlli di movimento wireless.

### Accoglienza della critica
I videogiochi di Miyamoto hanno ricevuto molti plausi dalla critica, e spesso sono considerati tra i migliori della storia. I titoli appartenenti alla serie The Legend of Zelda, hanno ottenuto vastissimo consenso e omaggi da parte della critica: The Legend of Zelda: A Link to the Past, è oggi considerato uno dei migliori videogiochi della storia e uno dei titoli di punta della console Super Nintendo. The Legend of Zelda: Ocarina of Time è ricordato all'unanimità come uno dei più grandi videogiochi di tutti i tempi. The Legend of Zelda: Twilight Princess fu universalmente acclamato dalla critica, e la versione per Nintendo Wii divenne il terzo titolo a ottenere i maggiori consensi per la console in questione. Molti furono i critici che diedero a questo gioco il punteggio massimo. I giochi della serie Mario hanno ottenuto un grande successo di critica, in particolare Super Mario Galaxy, Super Mario Galaxy 2 e Super Mario Odysseyanche se supervisionò i giochi dopo Super Mario 64. 

### Accoglienza del pubblico
I videogiochi di Miyamoto hanno ottenuto un grande successo di pubblico, diventando i giochi Nintendo più venduti e conosciuti. La serie di videogiochi Mario, è il franchise videoludico di maggior successo e più venduto della storia. Grandissimo successo di vendite hanno ottenuto anche le serie spin-off di Mario, come Mario Kart o Mario Party. Grande successo di vendite ha ottenuto anche la serie The Legend of Zelda. Miyamoto produsse inoltre il quarto videogioco più venduto della storia, Wii Sports.

### Premi e riconoscimenti
Nel videogioco per PC Daikatana, il nome del protagonista, Hiro Miyamoto, è un omaggio a Miyamoto. Satoshi Tajiri, il creatore della serie Pokémon, riconosce in Miyamoto il suo mentore, citandolo come sua maggiore influenza; per questo motivo, in Giappone il personaggio di Gary Oak della serie Pokémon è chiamato Shigeru.
Nel 1998, Miyamoto fu la prima persona a essere introdotta nella "Academy of Interactive Arts and Sciences' Hall of Fame". Nel 2006, Miyamoto fu eletto Chevalier (cavaliere) dell'ordine francese "Ordre des Arts et des Lettres" dal ministero della cultura francese Renaud Donnedieu de Vabres. Il 28 novembre 2006, Miyamoto fu rappresentato nella rivista Time come "60 Years of Asian Heroes".
Nel 2007, il Time lo scelse come una delle 100 persone più influenti dell'anno, e nel 2008 raggiunse la cima della lista con un totale di 1 766 424 voti.
Il 7 marzo del 2007, ricevette il "Lifetime Achievement Award" al Game Development Choice Awards per la creazione di Super Mario, Donkey Kong, The Legend of Zelda, il Nintendo DS e il Nintendo Wii. GameTrailers e IGN posizionarono Miyamoto al primo posto nelle loro liste dei "10 più grandi creatori di videogiochi della storia" e dei "100 più grandi creatori di videogiochi della storia".
Il 19 marzo 2010, Miyamoto venne onorato da un premio BAFTA consegnato dalla British Academy Video Games Awards. Nel 2012, Miyamoto fu il primo creatore nel campo dell'intrattenimento interattivo a essere riconosciuto con la più alta onorificenza della Spagna, vedendosi consegnare il Premio Principe delle Asturie nella categoria Comunicazione e Scienze Umane.
In un sondaggio sui migliori sviluppatori di videogiochi pubblicato da Develop, Miyamoto fu scelto come "Ultimate Development Hero".